# Wacky Races (NES)
Wacky Races — компьютерная игра в жанре платформера для игровой системы Nintendo Entertainment System, разработанная и изданная компанией Atlus. Игра основана на мультсериале «Безумные гонки» 1968 года от анимационной студии Hanna-Barbera и главными персонажами являются Маттли и Дик Дастардли.

## Игровой процесс
Игрок управляет Маттли и проходит через три различных зоны: «Hip Hop», «Splish Splash» и «Go Go America». Для перехода к концовке игры необходимо пройти все три зоны, которые выбираются на экране карты. В первых двух зонах по три уровня, а в «Go Go America» — четыре. Маттли обладает способностью прыгать и атаковать ближайших врагов укусом. Однако, собирая кости в процессе игры, Маттли может разнообразить свой арсенал, добавив атаку бомбами, летающий «лающий выстрел», способность парить, или увеличивать свое здоровье. На каждом из десяти уровней игрок встречается в битве с боссом, являющимся одним из участников гонки. Одержав победу, игрок может перейти к следующему уровню.

## Оценки
| Иноязычные издания | Иноязычные издания |
| Издание            | Оценка             |
| ------------------ | ------------------ |
| EGM                | 27 из 40           |
| Famitsu            | 28 из 40           |
| GamePro            | 17 из 25           |
| Nintendo Power     | 3,8 из 5           |

По мнению обозревателей из Nintendo Power, игра Wacky Races является лишь ещё одной игрой в жанре бега и прыжков, и что удовольствие от игры могут получить те, кто помнят мультфильм и персонажей из него. По мнению Feline Groove из GamePro, игра представляет собой «забавное» приключение, похожее на мультфильм, с уровнем сложности, подходящим для среднестатистического геймера. Обозреватели Famicom Tsūshin назвали игровой процесс チキチキマシン猛レース стандартным, и заявили что он доставил им только пятую часть удовольствия по сравнению с Super Mario. 